# Декейтер, Стивен
Сти́вен Деке́йтер (англ. Stephen Decatur, МФА /dɪkeɪtər/; 5 января 1779, Сайнпаксент, Мэриленд — 22 марта 1820, Вашингтон) — выдающийся американский офицер военно-морских сил США, отличившийся в морских сражениях в начале XIX века.
Родился на восточном побережье штата Мэриленд, в округе Вустер. Его отец также офицер ВМС США, служивший во время американской революции. После окончания колледжа, в возрасте 19 лет Декейтер пошёл по стопам отца, вступив в ряды военно-морских сил. Он быстро достиг звания коммодора, став самым молодым офицером за всю историю ВМС США. Руководил строительством нескольких американских судов морского флота, одним из которых позже командовал, был хорошо известен в Вашингтоне и тесно знаком с высокопоставленными лицами, включая президента Джеймса Монро.
Военная карьера Декейтера началась в 1798 году, в качестве мичмана. Почти в каждой боевой операции его служба характеризовалась актами героизма и исключительной преданности военному делу. Он прошёл через первую и вторую берберийские войны в Северной Африке, квази-войну с Францией и войну 1812 года с Англией. В этот период он командовал многими военными судами и в конечном итоге стал членом уполномоченного совета флота. В Вашингтоне им был построен большой дом, ныне известный как «Дом Декейтера», располагающийся на площади Лафайет. В начале XIX века дом был центром вашингтонского общества, позже здесь жили многие известные американцы, среди которых Генри Клей, Мартин Ван Бюрен. Декейтер был знаменит своими способностями руководителя и искренней заботой о моряках под его командованием. Его блестящая карьера преждевременно закончилась, когда он был убит в поединке с другим офицером. Его многочисленные победы создали Соединённым Штатам имидж лидирующего государства с военной мощью сопоставимой английской и французской. Стивен Декейтер стал первым национальным героем после Джона Пола Джонса, чьё имя отождествлялось с военно-морскими силами США.

## Ранние годы
Стивен Декейтер родился 5 января 1779 года в деревне Сайнпаксент (англ. Sinepuxent, Maryland, штат Мэриленд, в семье Стивена Декейтера старшего и его жены Присциллы, урождённой Пайн. Их семья имела французские корни со стороны отца и ирландские со стороны матери. Его родители приехали из Филадельфии всего за три месяца до рождения Стивена, сбежав из города из-за британской оккупации во время войны за независимость, и вернувшись в свою резиденцию, из которой они когда-то и переехали в Филадельфию. Отец Декейтера был коммодором во время американской революции (1775—1783), в тогда ещё молодом и только начинающем развиваться военно-морском флоте.
В возрасте восьми лет он заболел тяжелой формой коклюша. В те дни было хорошо известно, что солёный морской воздух благоприятно влияет на выздоровление, поэтому было принято решение, что Стивен будет сопровождать своего отца на борту торгового судна во время следующего путешествия в Европу. Путь через Атлантический океан и обратно оказался эффективным в его лечении, и домой Декейтер вернулся абсолютно здоровым. В первые дни после возвращения он ликовал о своём приключении в открытом море и неустанно твердил о желании регулярно ходить в плавание. Однако его родители стремились к другому будущему для сына, особенно мать, которая надеялась, что он станет епископом и долгие годы отговаривала его от таких амбиций.
По указанию своего отца Декейтер поступил в протестантскую епископальную академию, которая специализировалась на изучении латыни, математики и религии, однако учился крайне плохо и едва окончил академию. После неё он в 1795 году поступил в Пенсильванский университет, где проявил себя в учёбе гораздо лучше.
Тем не менее заниматься исследованиями в университете у него желания не было, и в возрасте 17 лет он бросил учёбу. Его родители были недовольны этим решением, тем не менее позволили сыну, стремящемуся к морским плаваниям, самостоятельно выбрать свой курс жизни. Благодаря влиянию отца Стивен получил работу в судостроительной фирме «Герни и Смит», которая участвовала в строительстве фрегата United States. 10 мая 1797 года, в день спуска судна на воду, он был на его борту.
1 мая 1798 года Декейтер получил назначение на борт этого судна, где служил мичманом под командованием коммодора Джона Барри, ставшего для него другом и наставником. Стивен оказался прилежным учеником, ответственно подходил к исполнению своих обязанностей, быстро изучал всё необходимое о судах и грузах. А в свободное время изучал математику, которой пренебрегал в университете. У Декейтера также были способности к проектированию и выполнению моделей кораблей, чем он иногда занимался в качестве хобби.
Для успешной карьеры сына Декейтер старший нанял репетитора Гамильтона Тэлбота, бывшего офицера королевского флота, чтобы тот учил его военным и морским наукам. Во время службы на борту USS United States Стивен получил не только теоретические знания, но и прошёл формальную военно-морскую подготовку.

## Квази-война
В годы, предшествовавшие квази-войне (необъявленной морской войне с Францией), в связи со спорами по ценным бумагам и судоходству с Великобританией, Конгресс США 27 марта 1794 года принял «Закон для обеспечения военно-морского вооружения», который был в тот же день подписан Джорджем Вашингтоном. Существовавшая тогда сильная оппозиция пропустила закон только при условии, что работа по строительству судов будет остановлена в случае, если будет достигнуто мирное соглашение с Алжиром.
После обретения Соединёнными штатами независимости возникла необходимость в защите американского побережья, а тем более защите американских торговых судов, в которые ранее были преобразованы и некоторые военные суда. Теперь, когда Америка лишилась защиты со стороны Англии, вопрос охраны своих судов и интересов становится особо остро, учитывая в частности усиливающуюся угрозу со стороны Франции и берберских пиратов. Французы были возмущены тем, что США по-прежнему участвуют в торговле с Великобританией — страной, с которой они находились в состоянии войны, а также из-за отказа американцев в выплате долга перед французской короной, которая незадолго до этого была свергнута вновь созданной Французской республикой. В результате Франция начала перехват американских кораблей, участвующих в торговле с Англией. Эта провокация побудила президента Джона Адамса назначить Бенджамина Штоддерта первым секретарём военно-морского флота, которому было поручено заняться охраной судов, на что тот немедленно приказал своим старшим командирам «подчинять и захватывать какие-либо военные или торговые суда, плавающие под французским флагом». В это время у США не было талантливых флотоводцев, а военно-морские силы не могли сравниться с европейскими.
21 мая 1799 года Декейтер был повышен до лейтенанта, пробыв более года мичманом. Он получил приказ плыть на фрегате United States в Филадельфию для ремонта случайных повреждений судна, полученных в течение последнего года. Во время ремонта он получил приказ оставаться в городе и собрать новый экипаж.
1 июля того же года ремонт фрегата был завершён, и он начал свою миссию, заключающуюся в патрулировании юга атлантического побережья в поисках французских судов, которые охотились на американские торговые суда шедшие из Вест-Индии. После окончания миссии корабль был доставлен в Норфолк (штат Виргиния) для мелкого ремонта, а затем отправился в Ньюпорт (штат Род-Айленд), куда прибыл 12 сентября. Здесь командир Барри получил приказ готовиться к рейсу в Испанию для перевозки двух американских послов, и 3 декабря корабль отплыл в Лиссабон с первой запланированной остановкой в Англии. Однако во время этого рейса они попали в шторм, и было решено высадить дипломатов в ближайшем английском порту. После возвращения домой и проходу по реке Делавэр 3 апреля 1800 года обнаружилось, что фрегат понёс ущерб от морской бури. Для проведения ремонта они направились в Честер (штат Пенсильвания). Не желая ждать окончания ремонта, Стивен Декейтер добился назначения на корабль USS Norfolk под командованием Томаса Калверта. В мае он отплыл в Вест-Индию для патрулирования территориальных вод и поиска французских каперов. За короткий срок им удалось арестовать или уничтожить 25 вооружённых судов врага. Во время одной из битв капитан Калверт получил тяжёлое ранение.
Вскоре Декейтер был переведён обратно на корабль USS United States, который к июню 1800 года был отремонтирован и оснащён дополнительными пушками и парусами. Улучшенный корабль отправился вниз по реке Делавэр. На борту корабля в это время были бывшие однокашники по университету — лейтенант Чарльз Стюарт и мичман Ричард Сомерс.
После квази-войны военно-морские силы подверглись значительному сокращению активных судов и должностных лиц; Декейтер был одним из немногих оставшихся при должности. К 1801 году американский флот состоял из 42 судов.

## Первая берберийская война
Первая берберийская война 1801 года стала ответом на частые нападения пиратов на американские суда в Средиземном море. Став президентом, Томас Джефферсон начал с расширения военно-морских сил США, чтобы не платить огромную дань за беззаконные действия берберийских государств. 13 мая, в начале войны, первый лейтенант Декейтер был назначен на борт фрегата Essex. 32-пушечный USS Essex находился под командованием Уильяма Бейнбриджа и был прикреплён к эскадре коммодора Ричарда Дейла, которая также включала корабли Philadelphia, President и Enterprise. Отправившись в Средиземном море 1 июня 1801 года, эта эскадра стала первой американской военно-морской силой, пересёкшей Атлантический океан.
1 июля эскадра прибыла в Средиземном море для противостояния берберским пиратам, регулярно атаковавшим американские суда, захватывая груз и зачастую экипажи, требуя затем огромный выкуп. Прибыв в Гибралтар коммодор Дейл узнал, что Триполи уже объявили войну. В это время в порту Гибралтара находились два корабля из Триполи, но их капитаны заявили, что ничего не знают о войне. Дейл предполагал, что эти корабли могут начать охотиться на американские торговые суда. Поэтому с приказом отправиться в Алжир, Тунис и Триполи, он приказал кораблю «Филадельфия» остаться и охранять вражеские корабли.
В сентябре 1802 года Декейтер служил на борту 36-пушечного фрегата New York в Средиземном море. По возвращении в США принял командование вновь построенным судном USS Argus, а после него — командиром 12-пушечной шхуны USS Enterprise.
23 декабря 1803 года USS Enterprise вместе с USS Constitution столкнулись с кечем Mastico из Триполи, плававшим под турецким флагом и вооружённым только двумя орудиями, на борту которого находилось небольшое число солдат. После короткой вылазки Декейтера и его команды судно было захвачено. Затем его доставили в Сиракузы, где оно было признано законным трофеем битвы, получило новое имя Intrepid и приставлено к команде Декейтера.

### Поджог фрегата «Филадельфия»
Судно Intrepid Стивен Декейтер использовал для поджога фрегата Philadelphia, который был захвачен пиратами и сел на мель близ порта Триполи 31 октября 1803 года.
Декейтер и 80 добровольцев Intrepid отплыли в Триполи, в сопровождении корабля Syren под командованием лейтенанта Чарльза Стюарта, предложившего оказать огневую поддержку. Перед входом в гавань восемь моряков из Syren пересели в Intrepid, в их числе был Томас Макдонохью, который ещё недавно служил на борту «Филадельфии» и хорошо знал судно.
16 февраля 1804 года, в семь часов вечера при тусклом свете луны они медленно подплыли к гавани. Внешний вид судна Декейтера был изменён: оно стало похоже на торговый корабль с Мальты. Чтобы избежать дальнейших подозрений, на борту был Сальвадор Каталано из Сицилии, который свободно говорил на арабском языке. Когда корабль подошёл ближе к «Филадельфии», Каталано позвал персонал гавани и объяснил, что их судно потеряло якорь во время недавнего шторма и теперь им необходимо убежище для выполнения ремонтных работ. В 21:30 Intrepid находился уже в 150 метрах от «Филадельфии», после получения разрешения пристыковаться рядом с кораблём, начался штурм. Экипаж был разделён на группы, каждой из которых предстояло проследовать в назначенную часть корабля, с инструкцией не применять оружие без крайней необходимости.
Декейтер и его люди, одетые как мальтийские или арабские моряки, вооружённые мечами и пиками захватили «Филадельфию» менее чем за 10 минут. По меньшей мере 20 триполийцев были убиты, один захвачен в плен, а остальные бежали, выпрыгнув за борт. Никто из экипажа Intrepid не погиб, лишь один получил лёгкое ранение саблей. Существовала надежда, что корабль сможет отчалить от берега, но попытки не увенчались успехом, поэтому было принято решение его сжечь. Они разместили горючие смеси и подожгли их, убедившись, что огонь достаточно разгорелся. Декейтер покинул судно, став последним американцем на борту «Филадельфии».
Команда успешно покинула судно и отправилась в открытое море, в отступлении им помогал и экипаж Syren. Intrepid взял курс на Сиракузы, куда прибыл 18 февраля. Узнав о проведённой героической операции вице-адмирал лорд Горацио Нельсон из Великобритании, блокировавший в то время французский порт Тулон, сказал, что это был «…самый смелый и отважный акт века». Подвиг Декейтера немедленно сделал его национальным героем. В Неаполе он получил высокую оценку своих действий и был назван «Ужасом врага».
Услышав весть о победе в Триполи, Папа Пий VII публично заявил:
…Соединённые штаты хоть и находятся в зачаточном состоянии, однако сделали для усмирения антихристианских варваров на африканском побережье больше, чем все европейские государства сделали за длительный период времени.

### Атака Триполи
После успешной операции по уничтожению USS Philadelphia коммодор Эдвард Пребл, направленный ещё Томасом Джеферсоном в Средиземное море, запланировал нападение на сам порт Триполи, для чего собрал эскадру из девяти кораблей, включая: Constitution, Syren, Argus, Scourge, Nautilus, Vixen, Enterprise. Бомбардировка порта началась 3 августа 1804 года. Королевство Сицилия в это время также находилось в состоянии войны с Триполи и предложило помощь двух своих судов. Пребл разделил эскадру на две команды, Декейтер вошёл во вторую. В 1:30 был поднят сигнальный флаг начала наступления. Паша Мурад Рейс ожидал нападения и разместил свои лодки в различных местах в пределах гавани. Боевые действия продолжались более трёх часов.
Успех Декейтера и его атака были омрачены неожиданным поворотом событий: в ходе операции его младший брат Джеймс Декейтер, командующий канонерской лодкой, был смертельно ранен капитаном вражеского корабля, а экипажу пришлось сдаться. Мичману Брауну, который был в команде Джеймса, удалось покинуть борт, он был поднят идущим следом судном Стивена, которому Браун сразу сообщил печальную весть. Стивен с жаждой мести за смерть брата начал преследование вражеского судна, настигнув его, он первым высадился на борт, за ним пошли мичман Макдонахью и ещё девять добровольцев. Враг в пятикратном размере превосходил команду Декейтера, однако они действовали быстро и организовано. Наконец Стивен обнаружил капитана, ответственного за смерть Джеймса, и сразу же напал на него. В этой битве он едва не погиб от другого члена вражеского судна, но его жизнь была спасена раненым Даниэлем Фрейзером, принявшим удар на себя. Продолжая сражаться с капитаном, Декейтеру удалось завладеть пистолетом и выстрелить ему в упор, убив своего противника.
Позже раненый Джеймс был принят на борт фрегата Constitution, где к нему присоединился его брат Стивен, который провёл с ним последние минуты его жизни. На следующий день Джеймса похоронили, а военную церемонию провёл Эдвард Пребл.
Покорить Триполи не удалось и, дождавшись подкрепления, направленного президентом Джефферсоном, атака вновь была возобновлена 24 августа. Время шло, однако противник так и не собирался капитулировать, тогда был разработан новый план. Предполагалось использовать кеч Intrepid, загрузить его бочками с порохом и другими боеприпасами, после чего направить в группу судов, защищающих порт и взорвать. В конце концов эти нападения вынудили триполийцев сдаться и освободить американских военнопленных, в том числе коммодора Бейнбриджа с USS Philadelphia. 4 июня 1805 года паша в итоге сдался и подписал мирный договор с США.

### Командование USS Constitution
С 28 октября по 9 ноября Декейтер командовал фрегатом USS Constitution. В день возвращения с операции по уничтожению фрегата Philadelphia, коммодор Пребл написал секретарю военно-морского флота Бенджамину Штоддерту письмо, в котором рекомендовал президенту Джефферсону произвести Декейтера в капитаны. В 1804 году, в возрасте 25 лет он получил это звание, в значительной степени за его смелость в поджоге Philadelphia в порту Триполи, став самым молодым моряком, получившим такое звание.
10 сентября 1804 года коммодор Баррон прибыл в Триполи с двумя кораблями President и Constellation, чтобы передать их в эскадру Пребла. Перед возвращением в США 14 сентября Баррон отплыл на Мальту на корабле Constellation для его ремонта и переоборудования. Оттуда он отправился на судне Argus в Сиракузы, где 24 сентября приказал Декейтеру плыть на нём обратно на Мальту, чтобы принять командование USS Constitution. 6 ноября Стивен передал командование кораблём коммодору Джону Роджерсу, в обмен на меньшее судно USS Congress.

## Командование USS Chesapeake
26 июня 1807 года Декейтер получил назначение на 44-пушечный фрегат USS Chesapeake. Chesapeake только что вернулся в Норфолк после ремонта повреждений, полученных на дуэли с судном Leopard. В связи с этим инцидентом, после приговора военно-полевого суда коммодор Баррон был освобождён от руководства командой корабля на 5 лет. Декейтер входил в состав этого суда и поддержал обвинительное заключение. Все рейсы Баррона на корабле Chesapeake были отменены, а вместо него назначен коммодор Декейтер, которому с эскадрой канонерских лодок предстояло патрулировать побережье Новой Англии и следить за соблюдением закона об эмбарго до 1809 года. А Баррон покинул страну и уехал в Копенгаген, где оставался до войны 1812 года.
Перед тем как принять командование, Декейтер узнал и сообщил министру ВМФ, что британские корабли HMS Bellona и HMS Triumph готовятся к блокаде Норфолка.
В период командования Chesapeake, в ноябре 1808 года в возрасте 57 лет умер отец Декейтера, а в следующем году умерла его мать. Оба родителя были похоронены в церкви Св. Петра в Филадельфии.

## Командование USS United States
В мае 1810 года Декейтер был назначен командующим тяжёлым 54-пушечным фрегатом USS United States. Это был тот же корабль, в строительстве которого на «Герни и Смит» он принимал участие, а затем под командованием Джона Барри начал свою карьеру в качестве мичмана в 1798 году. Приняв командование кораблём, он проплыл по восточному побережью, посетив многие порты, в каждом из которых был очень хорошо принят. 21 мая 1811 года он вместе с USS Hornet вышел из Норфолка на патрулирование побережья, завершив миссию 23 ноября того же года. В 1812 году вышел в плавание с USS Argus и USS Congress, но вернулся, получив известие о начале войны с Великобританией. Декейтер присоединился к капитану Джону Роджерсу, командиру USS President и его эскадры. В этом круиз Роджерс не смог выполнить свою миссию по перехвату английских кораблей. 31 августа Декейтер на USS United States отплыл в Бостон, а 8 октября вновь присоединился к эскадре Роджерса.

## Англо-американская война
Стремление Великобритании к экспансии на территорию США, захват американских граждан, подрыв экономики страны привели в итоге к англо-американской войне (1812—1814). Закон об эмбарго, принятый в 1807 для предотвращения войны, в результате только усугубил ряд приведших к войне проблем. Наконец 18 июня 1812 года США объявили войну Великобритании. В 1814 году Британия стянула около 100 военных кораблей к американскому побережью и другим точкам. Война велась главным образом в военно-морском театре, где Декейтер и другие офицеры ВМС США сыграли важную роль.
После начала войны президент Джеймс Мэдисон собрал несколько военных кораблей, которым предстояло патрулировать американское побережье. Флагман President с 44 пушками, Essex с 32 пушками и Hornet с 18 пушками были объединены в Нью-Йоркской бухте с кораблями United States с 44 пушками, под командованием Декейтера, Congress с 38 пушками и Argus с 16 пушками. Госсекретарь Джеймс Монро изначально рассматривал план, в котором суда военно-морских сил США использовались бы как барьеры, на подступах к американским портам. Однако это вызвало протест морских офицеров и план не был реализован.
Через три дня после объявления войны эскадра под командованием коммодора Джона Роджерса, вместе с эскадрой коммодора Стивене Декейтера вышли из гавани Нью-Йорка. Они выполняли патрулирование восточного побережья до конца августа, их главной целью был британский флот, однако обнаружить их не удалось, наблюдатели сообщали, что корабли недавно покинули Вест-Индию.

### Захват HMS Macedonian
Эскада Роджерса 8 октября 1812 года снова вышла в плавание, на этот раз из Бостона, штат Массачусетс. Через три дня после захвата судна Mandarin, Декейтер присоединился к Роджерсу и с его эскадрой продолжает плыть на восток. 25 октября на рассвете, в 500 милях к югу от Азорских островов, дозорные на борту сообщили, что увидели парус в 12 милях от судна. Подплыв ближе Декейтер заметил знакомое ему очертание корабля, это был HMS Macedonian, английский фрегат с 38 пушками.
В 1810 году HMS Macedonian и USS United States стояли рядом друг с другом в порту Норфолка. Британский капитан Джон Карден поспорил на шапку из меха бобра, что если два корабля встретятся в бою, то Macedonian непременно выйдет победителем. Однако корабль Декейтера имел на борту более широкий спектр вооружения, чем Macedonian, а также существенно превосходящий по численности экипаж, 70 человек против 30. Подойдя поближе, Декейтер приказал выстрелить из пушки, один из осколков от взрыва рикошетом отлетел ему в грудь, сбив с ног, он потерял сознание, но быстро очнулся. Ввиду значительного превосходства противника, HMS Macedonian сдался, и оба корабля остались почти невредимы. Декейтер реквизировал вражеское судно как боевой трофей. Доставшийся ему корабль был направлен на ремонт и переоборудование.

### Блокада в Нью-Лондоне
После проведения текущего ремонта в Нью-Йорке, 24 мая 1813 года United States стал частью небольшой эскадры, которая включала захваченный и переименованный HMS Macedonian, а также шлюп USS Hornet. Во время патрулирования, 1 июня три судна столкнулись с сильной английской эскадрой, были вынуждены бежать и укрыться в порту в Нью-Лондоне, штат Коннектикут, где были заблокированы до конца войны.
Декейтер пытался выйти из гавани Нью-Лондона ночью, в надежде быть незамеченным английскими кораблями. Вечером 18 декабря при попытке покинуть реку Темзу, он увидел голубые огни в её устье, которые также могли видеть и англичане. Решив, что это были сигналы о его планах он отказался от этой идеи. В письме министру ВМФ от 20 декабря Декейтер утверждал, что в районе Нью-Лондона были предатели, участвующие в сговоре с британцами, с целью захватить United States, Hornet и Macedonian. Кем были даны сигналы, английскими шпионами или американскими гражданами, не ясно. Республиканцы немедленно обвинили в этом федералистов, которые были категорически против войны с самого её начала, назвав их «Голубой свет федералистов».
Понимая, что вывести свои суда Декейтер так просто не сможет, он написал письмо английскому капитану Томасу Харди, в котором предложил провести переговоры. Харди на следующий день согласился, однако дальнейшие переговоры из-за сильного недоверия друг к другу ни к чему не привели.

### Командование USS President
В мае 1814 года Декейтер стал командиром 54-пушечного фрегата USS President. К 1 декабря министр ВМС Уильям Джонс, убеждённый сторонник береговой обороны, назначил Стивена Декейтера вести эскадру из четырёх кораблей, включая флагманский корабль USS President, 20-пушечный USS Hornet, 22-пушечный USS Peacock и военный корабль USS Tom Bowline с 12 пушками. В январе 1815 года эскадре предстояло отправиться в плавание, однако англичане создали плотную блокаду в порту Нью-Йорка, ограничивающую любой выход. 14 января сильная метель заставила британцев отойти от побережья, но на следующий день буря утихла и флот занял прежние позиции, в ожидании бегства американских кораблей. На следующий день Декейтер в одиночку на фрегате President попытался прорваться с запада, но столкнулся с эскадрой из 56-пушечного HMS Majestic под командованием капитана Джона Хейса, 40-пушечного фрегата HMS Endymion под командованием капитана Генри Хоупа, 38-пушечного HMS Pomone под командованием капитана Джона Ричарда Ламли и 38-пушечного HMS Tenedos под командованием капитана Гайд Паркера. Пытаясь проскочить President сел на мель.
Через полтора часа, с повреждением корпуса корабль всё же вырвался на свободу. Декейтер продолжал попытки уйти от своих преследователей и взял курс вдоль южного побережья Лонг-Айленда, но с повреждением корпуса ему очень не хватало скорости и манёвренности, чтобы держать безопасную дистанцию от врага. HMS Endymion первым настиг USS President и после ожесточённого боя Декейтеру удалось победить британский фрегат, но получив при этом значительные повреждения.
Из-за повреждений, фрегат Декейтера настигли Pomone и Tenedos, заставив в итоге сдаться. Как сам Декейтер потом говорил: «…мой корабль быль сильно изувечен, и более чем в четыре раза силы врага превосходили мои, не оставив мне шансов уйти, я счёл своим долгом отдать его». 24 члена команды USS President были убиты и 55 ранены, в том числе и Декейтер, в которого отлетел осколок.
Последним судно President догнал фрегат Majestic. После капитуляции, Декейтер сдал свою шпагу капитану Хейсу, но тот восхищаясь противником отдал его владельцу, сказав, что должен «вернуть шпагу офицеру, который защищал свой корабль так отважно». Перед тем как забрать трофей, Хейс позволил Декейтеру вернуться на President, чтобы похоронить погибших в бою матросов и офицеров. Ему также было разрешено написать письмо своей жене. Декейтер вместе с выжившими членами экипажа был взят в плен и помещён в тюрьму на Бермудских островах, пробыв там с 26 января до февраля 1815 года. Когда высокопоставленные британские офицеры прибыли в тюрьму, они приняли решение об освобождении коммодора Декейтера под честное слово и доставке его в Нью-Лондон 8 февраля. В плавании на борту HMS Narcissus его застала новость о прекращении военных действий. 21 февраля Декейтер прибыл в Нью-Лондон, а 26 февраля приехал в пансионат в Нью-Йорке.
В конце войны Декейтер получил в качестве награды шпагу в качестве награды и благодарности от Конгресса США за службу в Триполи, а также был награждён Золотой медалью Конгресса за выдающиеся заслуги в войне 1812 года.

## Вторая берберийская война
После завершения войны с Англией предстояло сосредоточиться на нерешённых вопросах в Средиземном море, в Алжире. Как и во время Первой берберийской войны, американские торговые суда вновь стали подвергаться нападениям. 23 февраля 1815 года президент Мэдисон призвал Конгресс США объявить войну. 2 марта конгресс утвердил акт и объявил войну Алжиру. А новым министром военно-морского флота был назначен Бенджамин Уильямс Кроуниншилд.
После этого были организованы две эскадры, одна в Нью-Йорке под командованием Стивена Декейтера, а вторая в Бостоне под командованием коммодора Уильяма Бэйнбриджа. Эскадра Декейтера из 10 судов подготовилась к походу раньше и первой отправилась в Алжир 20 мая. Декейтер командовал флагманским кораблём Guerriere. На его борту был Уильям Шалер, которого Мэдисон назначил консулом и дал ему право вести переговоры с правительством Алжира о мире. За большой опыт и боевые заслуги Декейтера в военных операциях, Кроуниншилд назначил его корабль главным в этом плавании.
США требовали от врага освободить пленных американских граждан, эксплуатируемых как рабов, покончить с ежегодной данью и обеспечить благоприятное мирное соглашение, выгодное обеим сторонам. Декейтер был готов вести переговоры мирным способом или прибегнуть к силе.

### Командование USS Guerriere
20 мая 1815 года Декейтер получил указание от президента Джеймса Мэдисона вести эскадру для участия в боевых действиях. 14 июня они подошли к Гибралтару.
Декейтер не хотел себя выдать, поэтому не заходил в порт, а вместо этого направил посланника в маленькой лодке, чтобы он смог связаться с консулами. Ему удалось узнать, что недавно здесь проходила эскадра алжирского флота под командованием пресловутого Раиса Хамиду. На следующий день Декейтер вошёл в порт, что привлекло много внимания и вызвало уход нескольких судов, чтобы предупредить Хамиду об американской эскадре. В порту Декейтер пробыл совсем недолго и вскоре отправился дальше в надежде застать Хамиду врасплох.
17 июня американский флот обнаружил возле мыса Палос 64-пушечный фрегат Mashouda, которым командовал Хамиду. Обогнав его Декейтер дал залп из орудий, ослабив судно противника. В итоге ему удалось захватить корабль и 400 пленников, 30 членов экипажа врага погибли, в том числе сам Раис Хамиду. Позже таким же образом был захвачен бриг Estedio.
Победа над флагманом алжирского флота была в состоянии обеспечить выгодное положение в обсуждении мира с деем Алжира. Прибыв в пункт назначения Декейтер использовал дипломатию канонерок и заставил согласовать новый договор в течение 48 часов. По этому договору США соглашались отдать захваченные корабли и около 500 пленников в обмен на пленных американцев и европейцев, а также предоставление свободного прохода американским судам. Кроме того, Алжиру предстояло выплатить 10 тыс. долларов в виде компенсации.
Получив также мирные соглашения в Тунисе и Триполи, Декейтер быстро вернулся домой с победой. Прибыв в США, он получил благодарность от министра ВМС. После этой кампании он стал известен как «Покоритель берберских пиратов».

## Личная жизнь
Покончив с многолетними нападениями берберских пиратов, 12 ноября 1815 года Декейтер прибыл в Нью-Йорк, где в его честь состоялся приём.
За свой успех Стивен получил множество писем с благодарностью, в том числе от министра флота Бенджамина Кроуниншилда, который также пригласил Декейтера в совет комиссаров флота, на что тот с радостью согласился. После этого он направился в Вашингтон, где также был очень хорошо принят. В совете комиссаров флота он находился с 1816 по 1820 года. Одно из его наиболее заметных решений в этот период, возражение против восстановления в должности Джеймса Баррона, отстранённого на 5 лет за инцидент с Chesapeake, что в итоге привело к дуэли между ними.
Будучи комиссаром Стивен также принимал активное участие в общественной жизни Вашингтона. На одном из мероприятий, во время обеда он произнёс свой знаменитый тост:
Моя страна! Возможно, она не всегда права в её отношениях с другими странами, но права она или нет — это моя страна!
Оригинальный текст (англ.)Our Country! In her intercourse with foreign nations may she always be in the right; but right or wrong, our country!
Здесь в Вашингтоне он вёл мирный образ жизни, работал комиссаром, часто проводил вечера на различных мероприятиях вместе со своей супругой Сьюзан Уилер, на которой он женился 8 марта 1806 года. В 1818 году Декейтер построил трёхэтажный дом из красного кирпича, спроектированный знаменитым английским архитектором Бенджамином Генри Лэтробом, принимавшем участие в расширении Белого дома. Этот дом стал первым особняком, построенным вблизи Белого дома. Ныне он домом-музей, в котором хранится большая коллекция личных вещей Декейтера, и находится в ведении Национального фонда охраны памятников истории.

## Смерть
В 1820 году коммодор Джеймс Баррон вызвал Декейтера на дуэль, в частности из-за его комментария при разборе дела с судном Chesapeake в 1807 году, после которого коммодор был отстранён от командования на 5 лет. Баррон недавно вернулся в США из Копенгагена, где пробыл около 6 лет, и стремился восстановить своё положение. Однако его возможное возвращение на флот резко осудили другие морские офицеры и особенно против выступал Стивен Декейтер, что сильно разозлило Баррона и послужило поводом для вызова Декейтера на дуэль.
Декейтер попросил своего друга Томаса Макдонохью быть секундантом, но тот всегда выступал против дуэлей и отказался выполнить просьбу. Тогда Стивен обратился к Уильяму Бейнбриджу, и тот согласился. Декейтер сделал далеко не лучший выбор, так как Бейнбридж был на пять лет старше и уже давно завидовал молодому и известному офицеру.
8 марта прошла встреча между секундантами, на которой чётко было оговорено место и время дуэли. Её назначили на 9 часов утра 22 марта, в Бладенсбурге, штат Мэриленд. Расстояние между противниками установлено всего в 8 шагов.
Декейтер не сказал жене Сьюзен о предстоящем поединке, но вместо этого, предполагая, что может лишиться жизни, он написал отцу письмо с просьбой приехать в Вашингтон, чтобы тот мог остаться с его женой. Перед дуэлью офицеры провели переговоры, продолжавшиеся около часа, Баррон был настроен на примирение с Декейтером, но секунданты не пытались остановить поединок.
Бейнбридж и Эллиотт организовали дуэль так, что ранение или смерть обоих дуэлянтов были очень вероятны. Они стояли в непосредственной близости друг от друга, лицом к лицу. После выстрелов, Баррон получил ранение в живот, а Декейтеру пуля попала в область малого таза, разорвав артерию. Оба дуэлянта упали на землю, смертельно раненый Декейтер схватился за бок и воскликнул: «О, Господи, я мёртв», а раненый Баррон заявил, что дуэль прошла честно и он таки прощает Стивена. Декейтер умер примерно в 10:30 вечера того же дня. Будучи раненым он, как говорят, воскликнул: «Я и не знал, что человек может испытывать такую боль!»

## Память
За героизм, проявленный в Берберийских войнах и в англо-американской войне Декейтер стал иконой американской военно-морской истории, им восхищались большинство его современников, он стал настоящим национальным героем.
- В честь Стивена Декейтера названы 5 кораблей ВМС США среди которых USS Decatur (DDG-73), USS Decatur (DD-936), USS Decatur (DD-341).
- По настоянию Франклина Рузвельта Почтовый департамент США выпустил ряд марок, посвящённых военно-морским силам, на одной из которых изображён С. Декейтер и Т. Макдонахью.
- Гравированный портрет Декейтера появляется на 20-долларовом серебряном сертификате 1886 года.
- Дом-музей Декейтера в Вашингтоне курирует Национальный фонд охраны памятников истории.
- Его именем назван ряд округов и населённых пунктов США.